# NGC 2424
NGC 2424 este o galaxie LINER situată în constelația Linxul. A fost descoperită în 6 februarie 1885 de către Édouard Stephan⁠(d). Se află la o distanță de 46,56 de megaparseci de Pământ.